# Афонин, Борис Дмитриевич
Бори́с Дми́триевич Афо́нин (30 июля 1927, Скоморохово, Владимирская губерния — 25 сентября 2003, Ковров, Владимирская область) — токарь-расточник Ковровского экскаваторного завода; Герой Социалистического Труда (1971).

## Биография
Борис Дмитриевич Афонин родился 30 июля 1927 года в деревне Скоморохово (ныне — Ковровского района Владимирской области) в русской семье. В 1941 году окончил 7 классов, в 1944 — Ковровское железнодорожное училище.
С 1944 года работал на координатно-расточном станке в инструментальном цехе Ковровского экскаваторного завода, токарь-расточник 6 разряда.
В 1971 году удостоен звания Героя Социалистического труда.
Жил в Коврове. Умер 25 сентября 2003 года; похоронен в Коврове на Троицко-Никольском кладбище.

## Награды
- орден Ленина (23.7.1966)
- Герой Социалистического Труда (медаль «Серп и Молот» № 16691 и орден Ленина; 20.4.1971) — за большие успехи в выполнении заданий пятилетнего плана и заслуги в развитии строительного, дорожного и коммунального машиностроения
- медали
- почётный гражданин города Ковров (1975)[1].